# Wilma Landkroon

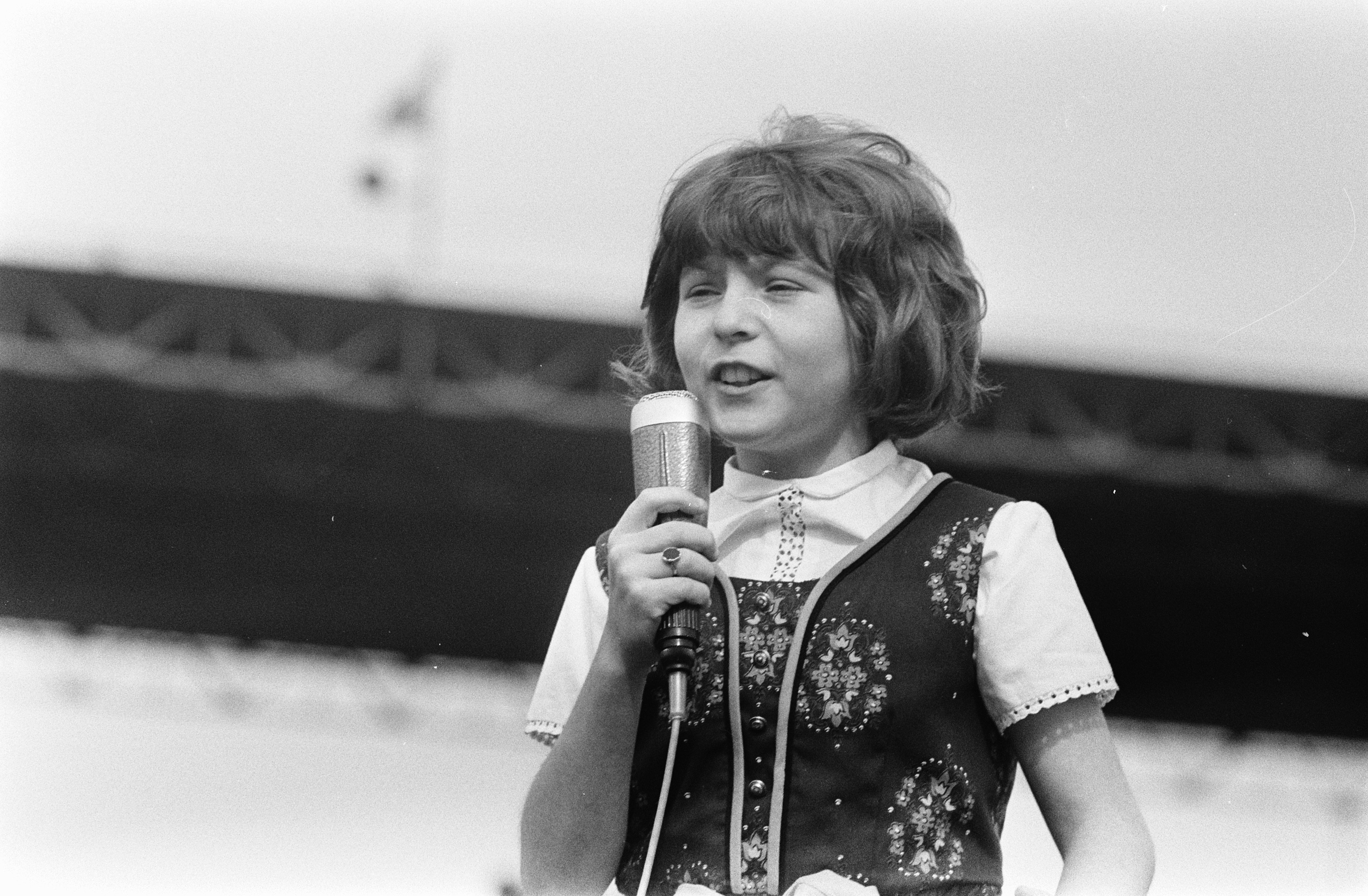
Wilma (1969)

Wilma Landkroon (Enschede, Países Baixos, 28 de abril de 1957) é uma cantora neerlandesa. 
Aos onze anos de idade, em 1968, o seu primeiro sucesso nos Países Baixos e Alemanha foi a canção "Heintje, baue ein Schloss für mich" (Heintje, constrói um castelo para mim). Após este, Wilma teve muitos sucessos nos Países Baixos e Alemanha durante os anos de 1969 e 1970. Quando Klaus Lorenzen passou a produzir os trabalhos da jovem cantora, esta gravou algumas das suas canções em línguas diferentes, como inglês e mesmo japonês, e teve sucessos internacionais nos topos ("Tulips from Amsterdam"; “Lavender blue"). Após 1971, Wilma era uma estrela somente nos Países Baixos, e certos anos mais tarde tornou-se quase esquecida. Em 2003, um CD com canções velhas e novas dela foi produzido ("Wilma -" Toen e Nu ", o que significa" Wilma - então e agora"). Na canção "Gouden Platen - volle Salen" (discos dourados – salões cheios) dá uma revisão melancólica em sua vida como uma das estrelas juvenis mais bem sucedidas de sempre. Em 2009, Wilma Landkroon tentou um outro retorno com a cantora Sylvia Corpiér, com quem cantou o dueto Niets de Niemand que foi Nr. 1 em agosto de 2009 no Holland FM Top 25. Wilma Landkroon é a irmã do compositor e do cantor Henny Thijssen e do cantora Reiny Landkroon.

## Discografia (em neerlandês) (selecionado)
Singles
- 1968 Heintje, baue ein Schloss für mich
- 1969 Toverfee
- 1969 80 rode zozen
- 1969 Een klomp met een zeiltje
- 1969 Grootpappa
- 1970 Huil toch niet als je weg moet gaan
- 1970 'n zuikerspin
- 1971 Zou het erg zijn (with Pierre Kartner)
- 1971 Ik heb een vraag (with Pierre Kartner)
- 1972 Gebeurtenissen
- 1972 Waroom laat iedereen mij zo alleen
- 1973 Michael (with De Makkers)
- 2009 Niets of Niemand (with Sylvia Corpiér)

álbuns
- 1969 Wilma
- 1969 Wilma's Kerstfeest
- 1970 Veel Liefs van...
- 1971 Zou het erg zijn lieve opa
- 1993 De 34 beste van Wilma
- 2003 Wilma - Toen en Nu
- 2004 Wilma - Dubbelgoud = Dubbelgoed (selecionado - alemão)